# Maite Perroni Beoriegui

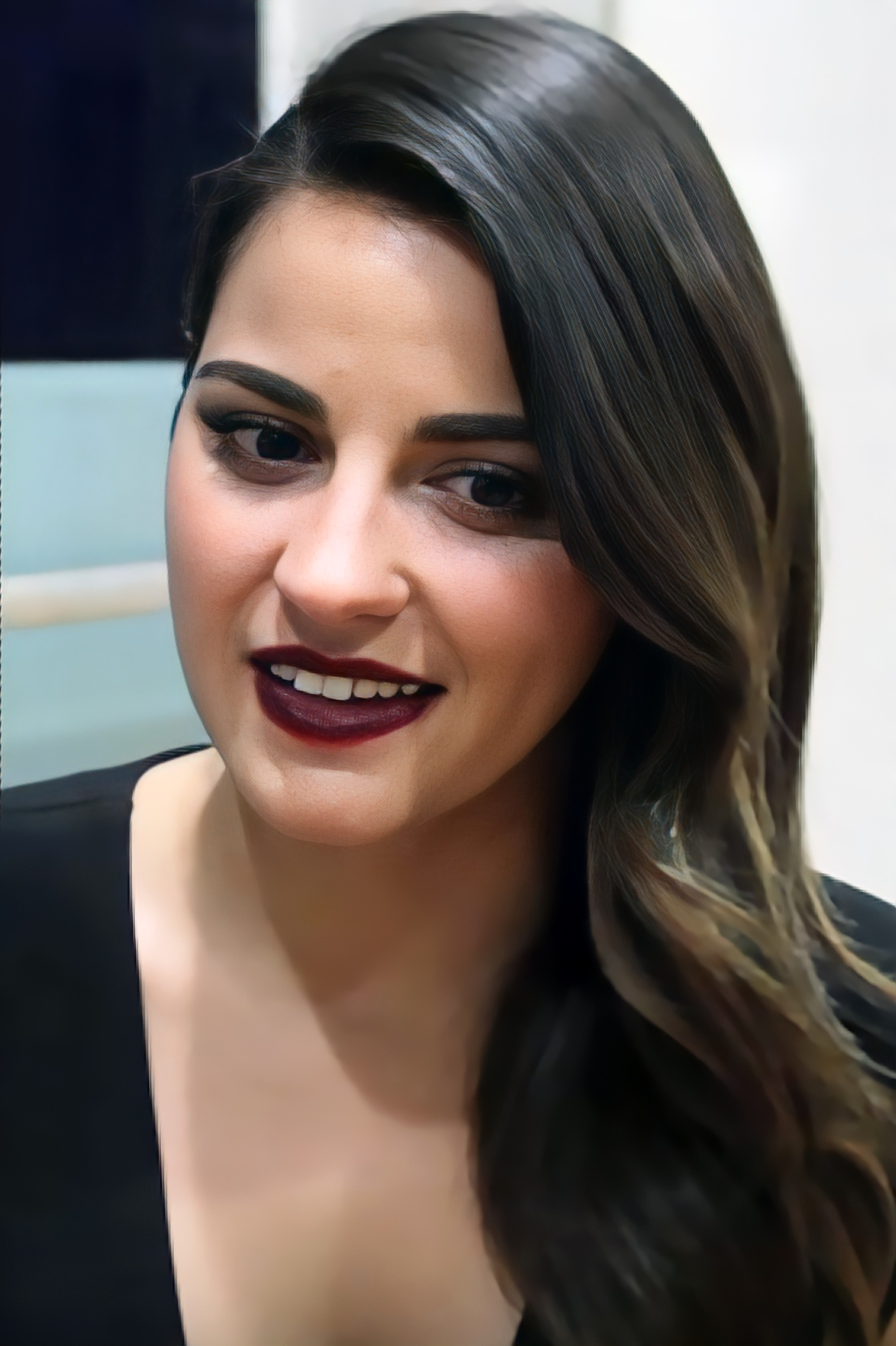
Maite Perroni el 2016.

Maite Perroni Beorlegui (Ciutat de Mèxic, 9 de març de 1983) és una actriu i cantant mexicana.

## Biografia
Quan era petita va aparèixer en anuncis de televisió i en un videoclip. Va formar part del grup coreogràfic al canal Disney Channel. Va ingressar al CEA, on es va graduar l'any 2003. Aquesta escola va fer obres de teatre com "Las cosas simples", "Los enamorados" i "Usted tiene ojos de mujer fatal". La seva primera gran oportunitat va ser de mans del productor Pedro Damian, que li va trucar per actuar a la sèrie "Rebelde", fent el personatge de Lupita. Gràcies a aquest projecte va sorgir el grup RBD, al qual ella formava part amb altres actors i actrius també de la sèrie que eren: Anahi, Alfonso (Poncho), Dulce Maria, Christopher i Christian.
Durant aquesta etapa, va ser la imatge de productes de moda i cosmètica com Surat i Nyx cosmetics. El 2008 va protagonitzar la telenovel·la "Cuidado con el angel" produïda per Nathalie Lartilleux. Compartia el protagonisme amb William Levy. El seu paper era el de Marichuy, gràcies a aquest paper va guanyar el premi TVynovelas 2009 com a millor actriu juvenil.

## Trajectòria

### Filmografia
| Any  | Títol                    | Personatge                               | ref.  |
| ---- | ------------------------ | ---------------------------------------- | ----- |
| 2015 | Antes muerta que Lichita | Alicia Gutiérrez López "Lichita"         |       |
| 2014 | La gata                  | Esmeralda de la Santacruz "La Gata"      | [ 4 ] |
| 2012 | Cachito de cielo         | Renata Landeros                          |       |
| 2010 | Triunfo del amor         | María Desamparada                        | [ 5 ] |
| 2009 | Mi pecado                | Lucrecia Córdoba Pedraza                 |       |
| 2008 | Cuidado con el ángel     | María de Jesús "Marichuy" Velarde Santos |       |
| 2007 | Lola, érase una vez      | La nueva Cenicienta                      |       |
| 2004 | Rebelde                  | Guadalupe "Lupita" Fernández             |       |

| Any  | Títol            | Personatge    | Notes                                |
| ---- | ---------------- | ------------- | ------------------------------------ |
| 2010 | Mujeres asesinas | Estela Blanco | Tercera temp, Ep. Las Blanco, Viudas |
| 2007 | RBD: La familia  | May           |                                      |

| Any  | Títol                       | Personatge                 |
| ---- | --------------------------- | -------------------------- |
| 2015 | Un gallo con muchos huevos  | Di (veu)                   |
| 2012 | El arribo de Conrado Sierra | Ninfa Alcántara            |
| 2012 | Rise of The Guardians       | The Tooth Fairy (Doblatge) |
| 2016 | Perritos al mundial         | Maite (veu)                |

| Any  | Títol               | Personatge | Ref.  |
| ---- | ------------------- | ---------- | ----- |
| 2010 | Cena de matrimonios | Elisa      | [ 6 ] |

## Discografia
| Any  | Àlbum                | Classificació |
| ---- | -------------------- | ------------- |
| 2004 | Rebelde              | con RBD       |
| 2005 | Nuestro amor         | con RBD       |
| 2006 | Celestial            | con RBD       |
| 2006 | Rebels               | con RBD       |
| 2007 | Empezar desde cero   | con RBD       |
| 2009 | Para olvidarte de mí | con RBD       |
| 2013 | Eclipse de luna      | Maite Perroni |
| 2016 | Adicta               | Maite Perroni |